# Ivan Focht
Ivan Focht (Sarajevo, 7. lipnja 1927. – Zagreb, 20. listopada 1992.), hrvatski i bosanskohercegovački filozof i mikolog. 

## Životopis
Ivan Focht je rođen 7. lipnja 1927. u Sarajevu. Židovskog je podrijetla, te je kao mladić doživio Holokaust i gubitak roditelja. Tijekom Drugoga svjetskoga rata, 1944. godine, cijela obitelj Focht je uhićena, pošto je u njihovoj kući otkriven materijal vojne prirode i tiskara mjesnoga komiteta Saveza komunista Jugoslavije. Focht se nakon toga pridružio partizanima. Focht je završio Filozofski fakultet u Zagrebu u klasi Vladimira Filipovića. Nakon obrane doktorske teze vratio se u Sarajevo, gdje je predavao estetiku na odsjeku za filozofiju Filozofskog fakulteta u Sarajevu i na Muzičkoj akademiji sve do odlaska u mirovinu. Potom se preselio u Zagreb, gdje je proveo ostatak života. Focht je bio filozof fenomenološke orijentacije, koji se već u ranim djelima odmicao od marksističkog i psihologističkog tumačenja umjetnosti. Glazba je u njegovim tekstovima imala ontološku prednost u odnosu na sve ostale umjetnosti. U glazbenoj umjetnosti, osobito onoj Bachovoj, Focht je pokušavao razotkriti bitnost pitagorejskog ostvarenja glazbe. Utemeljena brojem te na zakonima kosmosa što su ih ustanovili Pitagora i njegovi učenici, Bachova glazba prema tumaćenju Ivana Fochta nije puki odraz subjekta, niti odraz društvene zbilje, jednako tako ona nije izraz ljudskih osjećaja, nego tajna života ustrojena i ugođena prema kozmičkim zakonima.
Ivan Focht se pored estetike bavio i gljivarstvom, te je objavio nekoliko značajnih knjiga o gljivama. Također je bio jedan od prvih teoretičara znanstvene fantastike u nas, smatrajući kako je naše doba doba odumiranja filozofije, odnosno doba znanosti i znanstvene fantastike. Svi članovi obitelji su ubijeni — spasio se jedino Ivan Focht. Bio je dopisni član Akademije nauka i umjetnosti Bosne i Hercegovine.
Ivan Focht je preminuo u Zagrebu, 20. listopada 1992. godine. Sahranjen je na Mirogoju.

## Knjige
- (1959.): Istina i biće umjetnosti, Sarajevo: Svjetlost.
- (1961.): Mogućnost, nužnost, slučajnost, stvarnost / Hegelovo učenje o odumiranju umjetnosti, Sarajevo: Veselin Masleša.
- (1965.): Moderna umetnost kao ontološki problem, Beograd: Institut društvenih nauka.
- (1972.): Uvod u estetiku, Sarajevo: Zavod za izdavanje udžbenika.
- (1976.): Tajna umjetnosti, Zagreb: Školska knjiga.
- (1979.): Gljive Jugoslavije, Beograd: Nolit.
- (1980.): Savremena estetika muzike: Petnaest teorijskih portreta, Beograd: Nolit.
- (1986.): Ključ za gljive, Zagreb: Naprijed.
- (1987.): Naši vrganji, Zagreb: Znanje.

## Prijevodi i predgovori
- (1955.): Günther Anders: Kafka - za i protiv, preveo Ivan Focht, Sarajevo: Narodna prosvjeta.
- (1960.): Benedetto Croce: Estetika kao nauka o izrazu i opća lingvistika, preveo Vinko Vitezica, predgovor Ivan Focht, Zagreb: Naprijed.
- (1960.): György Lukacs: Prolegomena za marksističku estetiku: posebnost kao centralna kategorija estetike, preveo Milan Damjanović, uvodna studija Ivan Focht, Beograd: Nolit.
- (1960.): Max Raphael: Teorija duhovnog stvaranja na osnovi marksizma, preveo Konstantin Petrović, predgovor Ivan Focht, Sarajevo: Veselin Masleša
- (1963.): Max Dessoir: Estetika i opća nauka o umjetnosti, preveo Ivan Focht, Sarajevo: Veselin Masleša.
- (1968.): Theodor W. Adorno: Filozofija nove muzike, preveo i predgovor napisao Ivan Focht, Beograd: Nolit.
- (1977.): Eduard Hanslick: O muzički lijepom, predgovor i prijevod Ivan Focht, Beograd: Beogradski izdavačko-grafički zavod.
- (1987.): Vladimir Jankélévitch: Muzika i neizrecivo, prevela Jelena Jelić, predgovor Ivan Focht, Novi Sad: Književna zajednica Novog Sada.

## Vanjske poveznice
Ivan Focht - mikolog  Arhivirana inačica izvorne stranice od 19. listopada 2018. (Wayback Machine)
Ivan Focht o Goetheovu Faustu